# Címtemplom

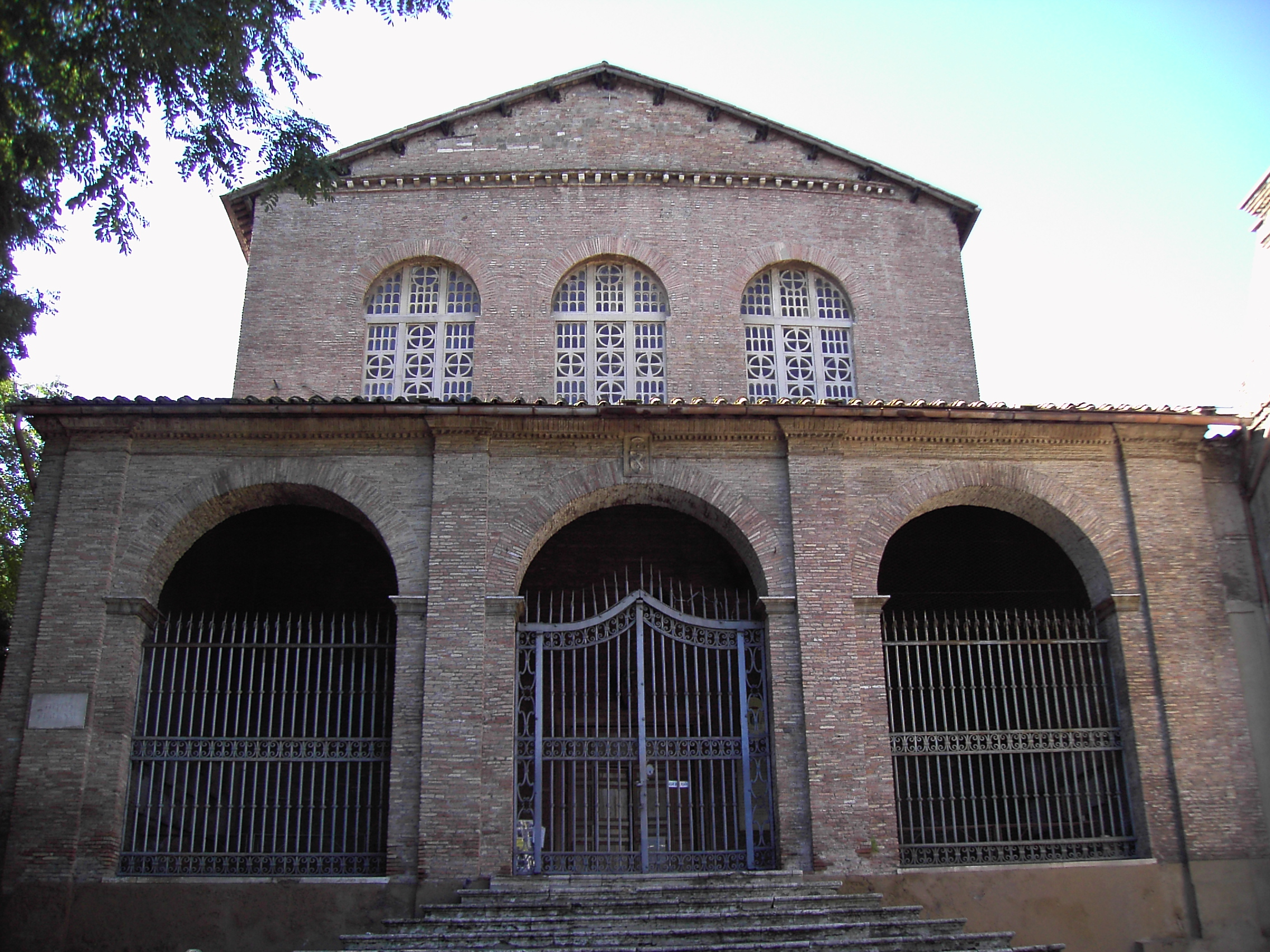
A római Santa Balbina-bazilika 2003-tól Erdő Péter címtemploma

A címtemplom (latin: titulus ecclesiae) a katolikus egyház valamelyik Rómában – vagy újabban valahol Róma környékén – található templomát jelenti, melyet a bíborosok azért kapnak, hogy ezáltal valamiképpen "rómaiakká" legyenek, vagyis szorosabban kapcsolódjanak Szent Péter székéhez. A címtemplom felett azonban joghatóságot nem gyakorolnak, ott elsősorban tiszteleti előjogok illetik meg őket.

## Története
A bíborosok kezdetben római papok, diakónusok, vagy Róma környéki püspökök közül kerültek ki. A pápák a XII. századtól kezdve neveztek ki távolabb élőket is bíborossá. Ettől kezdve minden bíborosnak adományoztak egy római templomot, hogy ezzel is kifejezzék a Rómával való kapcsolatot. Ezt a címtemplomot a bíborosok birtokba vették, ám ott jogi fennhatóságot nem kaptak, viszont gondját viselhették, felújíthatták, oda temetkezhettek. Mivel a bíborosok száma tovább nőtt, elfogytak a római templomok, így újabban egyes Róma környéki templomokat is címtemplomi ragra emel a mindenkori pápa.

## Magyar bíborosok címtemplomai
Nem minden magyar bíboros volt egyben esztergomi érsek is. A következő listában a nem esztergomi főpapoknál ezt jelezzük.
- Báncsa István palestrinai püspök – Palestrinai Székesegyház (basilica cattedrale di Sant'Agapito martire)
- Demeter – Négy Koronás Szent-temploma (Santi Quattro Coronati)
- Alsáni Bálint pécsi püspök – Szent Szabina-templom (Santa Sabina)
- Pázmány Péter – Szent Jeromos-templom (San Girolamo dei Croati)
- Batthyány József – szigeti Szent Bertalan-templom (S. Bartolomeo all′Isola)
- Scitovszky János – Jeruzsálemi Szent Kereszt-templom (S. Croce in Gerusalemme)
- Simor János – szigeti Szent Bertalan-templom (S. Bartolomeo all′Isola )
- Vaszary Kolos – hegyi Szent Szilveszter és Márton bazilikája (Santi Silvestro e Martino ai Monti)
- Schlauch Lőrinc váradi püspök – horvát Szent Jeromos-templom (San Girolamo dei Croati)
- Samassa József egri érsek – Szent Márk-bazilika (San Marco)
- Hornig Károly veszprémi püspök – falakon kívüli Szent Ágnes-bazilika (Sant' Agnese fuori le mura)
- Csernoch János – Esquilinus-dombi Szent Euzébiusz-templom (Sant' Eusebio)
- Serédi Jusztinián – Caelius-dombi Nagy Szent Gergely-templom (San Gregorio del Monte Celio)
- Mindszenty József – Szent István-körtemplom (Santo Stefano Rotondo)
- Lékai László – falakon kívüli Szent Teréz-templom (Santa Teresa al Corso d' Italia)
- Paskai László – falakon kívüli Szent Teréz-templom (Santa Teresa al Corso d' Italia)
- Erdő Péter – 2003-2022 között: a Kis Aventinus-dombi Szent Balbina-templom (Santa Balbina), majd annak tetőzetbeomlás miatti bezárása után 2023. július 1-jétől a Palatinus-domb melletti Szent Franciska-bazilika (Santa Francesca Romana al Palatino [1608 előtt: Santa Maria Nova])